# Hitachi Zosen
Hitachi Shipbuilding Corporation (日立造船株式会社, Hitachi Zōsen Kabushiki-kaisha) est une des principales sociétés d'ingénierie de l'industrie japonaise. Elle produit des usines de traitement des déchets, des installations industrielles, des machines de précision, des machines industrielles, des équipements de productions d'acier, des machines de construction, des machines pour les tunnels, et des centrales électriques. En dépit de son nom, Hitachi ne construit plus de navires, après avoir abandonné ce secteur d’activité  en 2002, mais la société continue à construire et entretenir des gros moteurs marins en partenariat avec le constructeur allemand MAN Energy Solutions.[réf. nécessaire]

## Histoire
L'histoire de Hitachi Zōsen remonte au 1er avril 1881, lorsque l'entrepreneur britannique, Edward H. Hunter a fondé Osaka Iron Works (大阪鉄工所, Ōsaka Tekkosho) à Osaka pour développer au Japon l'industrie de fabrication de l'acier et  la construction navale. Hunter était venu au Japon en 1865 et avait créé le chantier aval d'Onohama  à Kobe avant de passer à Osaka et y établir un nouveau chantier à la jonction des rivières Nakatsu et Aki, qui pouvait construire des navires de moins de 1 000 tonnes de cargaison. Son premier navire, le Hatsumaru a été lancé en 1882. Hunter souhaitait construire une société complètement auto-suffisante, et il a également produit des moteurs, des chaudières, des ponts et des équipements d'irrigation.
Une installation supplémentaire a été établie en aval de la rivière Aji, à Sakurajima, en 1900 pour gérer la construction de navires de plus de 1 000 tonnes. Le premier pétrolier construit au Japon, le Tora maru, de 531 tonnes, a été achevé en 1908, pour la Standard Oil Company.
Un autre chantier a été construit à Innoshima, Hiroshima en 1911. Hunter a changé son nom en "Hanta" en 1915, après avoir épousé une Japonaise, et, après la transformation de la société en une société par actions, il l'a remise à son fils, Ryutarō Hanta en 1915. La société a continué à prospérer, en ajoutant l'Arsenal Bingō en 1919, le chantier naval Harada en 1920, l'Arsenal Hikojima en 1924. De nombreux ponts en fer à Osaka et dans les zones environnantes ont été conçus et construits par Osaka Iron Works. La société a également commencé à développer des équipements pour l'énergie hydroélectrique en 1924.
La société a été réorganisée en 1934, en passant sous le contrôle global de la zaibatsu Nissan, et elle a été rebaptisée K. K. Nihon Sangyō Osaka Tekkoshō.
Alors que la plupart des contrats lucratifs pour les navires de guerre de la Marine Impériale Japonaise sont allés à des concurrents d'Osaka Iron Works, la société a construit un grand nombre de petits navires auxiliaires tels que des dragueurs de mines, des engins de débarquement, des sous-marins et elle a été impliquée dans la conversion de vieux navires marchands pour un usage militaire. Hitachi Zōsen a également construit le Kumano Maru, un porte-avions, à Innoshima en 1945. Au cours de la Seconde Guerre mondiale, Osaka Iron Works a ouvert un nouveau chantier naval à Kanagawa et a acquis le chantier existant de Mukaishima en 1943. Elle a pris le nom de Hitachi Zosen Corporation en 1943.
Après la capitulation du Japon à la fin de la seconde Guerre Mondiale, en vertu de la politique de démocratisation économique du Commandement suprême des forces alliées (dissolution des zaibatsu et autres grandes entreprises), la société a été détachée de Hitachi, Ltd. en 1947. Depuis Hitachi Zōsen est indépendante de Hitachi ou du Groupe Nissan bien qu'elle soit toujours un membre de la Shunko-kai et Shunko Kowa-kai. Hitachi Zōsen a rapidement repris ses opérations en tant que constructeur de bateaux de pêche et de transports côtiers. En 1955, Hitachi Zōsen est devenue l'un des plus grands constructeurs de bateaux au Japon. La société s'est également tournée vers d'autres marchés. En 1957, dans le cadre d'une coopération technique avec B&W Diesel au Danemark, Hitachi a construit le plus grand moteur diesel. Elle a également terminé son premier projet de construction d'usine avec l'achèvement d'une usine de fabrication d'engrais chimiques en Inde en 1964. Dans le domaine de la construction navale, Hitachi a commencé à se spécialiser dans la construction de pétroliers de grande taille, étant pionnière dans les méthodes de conception assistée par ordinateur et de techniques de construction modulaire automatisée. Hitachi a acquis un autre chantier naval, Maizuru Heavy Industries, en 1971, et a ouvert un nouveau chantier à Ariake dans l'île de Kyushu, en 1973.
Cependant, le choc pétrolier de 1973, avec sa réduction conséquente de la demande de navires a entraîné des difficultés financières pour la société. Hitachi Zōsen, avec plus de 50 % de ses revenus dépendant de navires, a été durement touchée par l'annulation de commandes de superpétroliers et tenté de survivre en se tournant vers la construction de  plates-formes pétrolières, d'installations de stockage de pétrole, de structures en acier, de tuyaux et de ponts. Cependant, avec la hausse des coûts des matières et des pertes dues à des contrats à prix fixe, la société a dû se restructurer à partir des années 1980. En 1988, la société employait seulement 5,596 travailleurs, comparé à 24,660 dix ans plus tôt.
La société a également déployé de grands efforts pour se diversifier en dehors de la construction navale, en particulier dans les déchets industriels et municipaux des installations municipales de traitement des déchets. Cependant, son mouvement le plus audacieux, en octobre 2002, a consisté à vendre son activité de construction navale à une nouvelle joint-venture avec NKK Corporation (maintenant JFE Holdings), appelée Universal Shipbuilding Corporation, depuis fusionné à nouveau dans le cadre de Japan Marine United ('JMU').